# Ornithion
Ornithion is een geslacht van zangvogels uit de familie tirannen (Tyrannidae).

## Soorten
Het geslacht kent de volgende soorten:
- Ornithion brunneicapillus – Bruinkapvliegenpikker
- Ornithion inerme – Witteugelvliegenpikker
- Ornithion semiflavum – Geelbuikvliegenpikker